# غلیظ کننده اکسیژن

انیمیشن جذب نوسان فشار ، (1) و (2) جذب و دفع متناوب را نشان می دهد I: ورودی هوای فشرده/ A: جذب/ O: خروجی اکسیژن/ D: دفع/ E: اگزوز

غلیظ کننده اکسیژن دستگاهی است که اکسیژن را از منبع گاز (معمولاً هوای محیط) با حذف انتخابی نیتروژن تغلیظ می‌کند.